# Ammeldingen-sur-Our
Pour l’article homonyme, voir Ammeldingen bei Neuerburg.
 (novembre 2024).
Si vous disposez d'ouvrages ou d'articles de référence ou si vous connaissez des sites web de qualité traitant du thème abordé ici, merci de compléter l'article en donnant les références utiles à sa vérifiabilité et en les liant à la section « Notes et références ».
Ammeldingen-sur-Our (Ammeldingen an der Our en allemand) est une municipalité allemande située dans le Land de Rhénanie-Palatinat et l'arrondissement d'Eifel-Bitburg-Prüm.

## Géographie
La commune et le hameau sont bordés au sud-ouest par la frontière luxembourgeoise et l’Our (un affluent de la Sûre) qui les séparent de la commune de Reisdorf située dans le canton de Diekirch.